# Tipula (Nippotipula) kertesziana
Tipula (Nippotipula) kertesziana is een tweevleugelige uit de familie langpootmuggen (Tipulidae). De soort komt voor in het Oriëntaals gebied.